# Hikari
Hikari (Japans: 光市, Hikari-shi) is een stad in de prefectuur Yamaguchi, Japan. Begin 2014 telde de stad 52.013 inwoners.

## Geschiedenis
Op 4 oktober 2004 werd Hikari benoemd tot stad (shi). Dit gebeurde na het samenvoegen van Hikari met de gemeente Yamato (大和町).

## Geboren
- Ito Hirobumi (1841-1909), premier van Japan (1885-1888,1892-1896,1898,1900-1901)

Steden:
Hagi · Hikari · Hofu · Iwakuni · Kudamatsu · Mine · Nagato · Sanyo-Onoda · Shimonoseki · Shunan · Ube · Yamaguchi (hoofdstad) · Yanai

Districten:
Abu · Kuga · Kumage · Oshima
Gemeenten per district